# Galli da Bibiena
Galli da Bibiena oder Galli da Bibbiena ist der Name einer italienischen Familie von Architekten und (Bühnen-)Dekorateuren des 17. und 18. Jahrhunderts aus der italienischen Stadt Bibbiena in der Provinz Arezzo in der Toskana.

## Stammbaum
Bekannte Familienmitglieder:
Francesco Galli (* ?, † 1665), Bürgermeister von Bibiena
Giovanni Maria il Vecchio G. (* 1618/1625 Bibiena, † 1665 Bologna), italienischer Maler
⚭ Orsola Maria Possenti
Maria Oriana G. (* 1656 Bologna, † 1749 Bologna)
⚭ Gioacchino Pizzoli, 1651–1731/1733
Domenico Pizzoli (* 1687, † 1720), Maler
Ferdinando G. (* 1656/1657 Bologna, † 1743 Bologna), italienischer Architekt und Maler
1686 ⚭ Corona Stradella (aus einer Adelsfamilie von Borgotaro)
Alessandro G. (* 1686/1687 Parma, † 1748/1769 Mannheim), Maler, Dekorateur und italienischer Architekt
Giovanni Maria il Giovane/der Jüngere G. (* 1694 Piacenza, † 1777 Neapel), Maler und italienischer Architekt
Giuseppe/Joseph(us) G. (* 1696 Parma, † 1757 Berlin), Maler, Dekorateur, italienischer Architekt und Bühnenbildner
1719 ⚭ Marie Eleonore Kinksi/Zlinskij in Wien, 5 Söhne und 2 Töchter, darunter:
Ferdinando Antonio G. (* 1727 Wien, † 1788 Dresden)
Carlo Bernardo Ignazio G. (* 1728 Wien, † 1787 Florenz), italienischer Architekt und Bühnenbildner
Giuseppe G., Medicus
Filippo G. (* 1765 Bologna, † 1842 Bertinoro)
Francesa Elisabetha G. (* 1728, † ?)
Antonio G. (* 1697/1698/1700 Parma, † 1774 Mailand/Mantua), italienischer Dekorationsmaler und Architekt
1724 ⚭ Eleonora Ursula Bussy, Tochter von Hofstuckateur Santino Bussi
drei Töchter
Francesco G. (* 1659 Bologna, † 1739 Bologna), italienischer Theaterarchitekt und Dekorateur
Jean G. (* 1709/1710 Nancy, † 1779 Italien), französischsprachiger Schriftsteller
Giovanni Carlo Sicinio G. (* 1717 Bologna, † 1760 Lissabon), Maler religiöser Kompositionen
eine Tochter (* 1711, † 1712)